# 파슬리
파슬리(영어: parsley)는 녹색을 띠는 2년생 허브이자 식재료이다. 중동과 유럽, 미국 요리에서 많이 볼 수 있다. 요즘에 파슬리는 향신료로 알려져 있지만 차(파슬리차)로도 활용할 정도로 예전에는 용도가 다양했다. 고대 그리스에서는 싸움의 승자에게 주는 관을 만드는 데 쓰기도 했고, 무덤을 장식하는 다발로 쓰기도 기원전 3C경에 그리스인들이 작성한 향신료 목록에 파슬리가 올라와 있는데, 말들의 병을 치유하기 위해 파슬 기를 먹였다는 거루도 남아 있다. 로마인들은 파슬리를 밤향제와 기분전환용으로 사용했다. 파슬리에는 비타민A와 C가 풍부하게 함유되어 있고 철, 칼슘, 마그네슘도 있다. 살균작용을 하는 엽록소도 풍부하다. 예전에는 류머티즘 환자들이 파슬리를 차로 끓여 약으로 복용하기도 했다.
파슬리는 허브로 또 음식 위에 흩뿌려서 먹는 재료이다. 많은 사람들은 파슬리 향이 너무 강하다고 하지만 그것은 요리 중에 올리브유 따위를 뿌리기 때문이다.
파슬리의 다른 종류는 뿌리채소로 자란다. 이 종류의 파슬리는 뿌리가 다른 재배종보다 훨씬 더 굵다. 영미권에서는 많이 알려져 있지 않지만 뿌리 파슬리는 중앙유럽과 동부유럽 요리에서 아주 많이 쓰는 재료이며 23-30도 정도의 기온에서 가장 잘 자란다.
시금치, 당근과 마찬가지로 옥살산이라고 하는 독성이 있으므로 날 것으로 먹어선 안 된다. 끓는 물에 데치고 물에 충분히 씻어서 어느 정도 독성을 제거한 후 섭취해야 한다.

## 재배
파슬리가 맹아하기란 아주 어렵다. 발아에만 3주-6주가 소요되는 경우는 흔하다.
파슬리 씨앗의 종피에 있는 퓨라노쿠마린이 해당 이유이다. 시간이 오래걸리진 않지만 오래 걸리는 만큼 주변의 식물에 비교해 잘 자란다. 파종 하루 전에 물에 적셨다가 심는 것이 시간 단축에 도움이 된다.
곧은 주근이 자랄려면 긴 화분에 심는 것이 좋으며 실내에서는 매일 5시간 이상의 햇빛을 쐬야 한다.

### 공영식물
공영식물이란 함께 키우기 이로운 즉, 한 쪽의 식물이 다른 쪽의 생장을 돕는 것을 일컫는다. 미나리과 식물과 마찬가지로 기생충이 정원작물로 모여들게 되는데 파슬리는 특히 토마토과 식물과 찰떡궁합이다. 토마토 유충으로부터 보호하는 역할을 하기 때문에 이롭다. 파슬리가 토마토 식물에서 나는 특유의 향을 막아주기 때문이기도 하다.
꽃은 2년이 될 때까지 피지 않으며 흑사병 페스트 감염을 막는 역할도 한다.

## 쓰임새
서양 요리에 많이 사용되는 파슬리는 이탈리안 파슬리이고 우리가 쉽게 접하는 파슬리는 곱슬곱슬한 모양의 컬리 파슬리다. 이탈리안 파슬리는 생선, 고기, 채소, 파스타 등 많은 요리에 쓰이며 드라이 파슬리에 비해 빛깔이 좋고 향도 훨씬 좋아 요리하는 마지막에 뿌리며 맛과 향이 살아난다.

## 같이 보기
- 허브 및 향신료 목록
- 채소 목록